# 皇家交易所 (伦敦)
皇家交易所（英語：Royal Exchange）是位于伦敦市的商业中心的一处交易所。

## 历史
由商人托马斯·格雷沙姆始建于16世纪，梯形平面，两侧的康希尔（Cornhill）和针线街聚集在伦敦市的心脏银行交叉口。这是英国第一座专业商业建筑，其设计灵感来源于格雷哈姆曾在比利时安特卫普见过的一个交易所。目前的建筑由威廉Tite设计在1840年代。劳埃德保险市场设于此处已近150年。今天皇家交易所开设了办公室,奢侈品商店和餐馆。

## 画廊

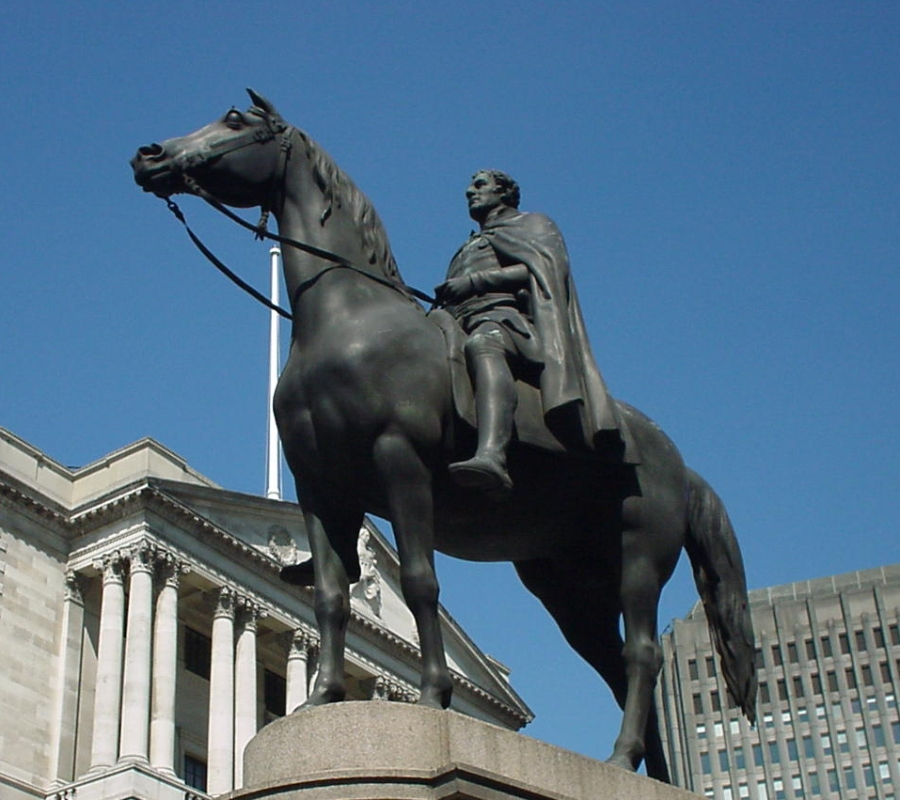
皇家交易所外的惠灵顿公爵雕像
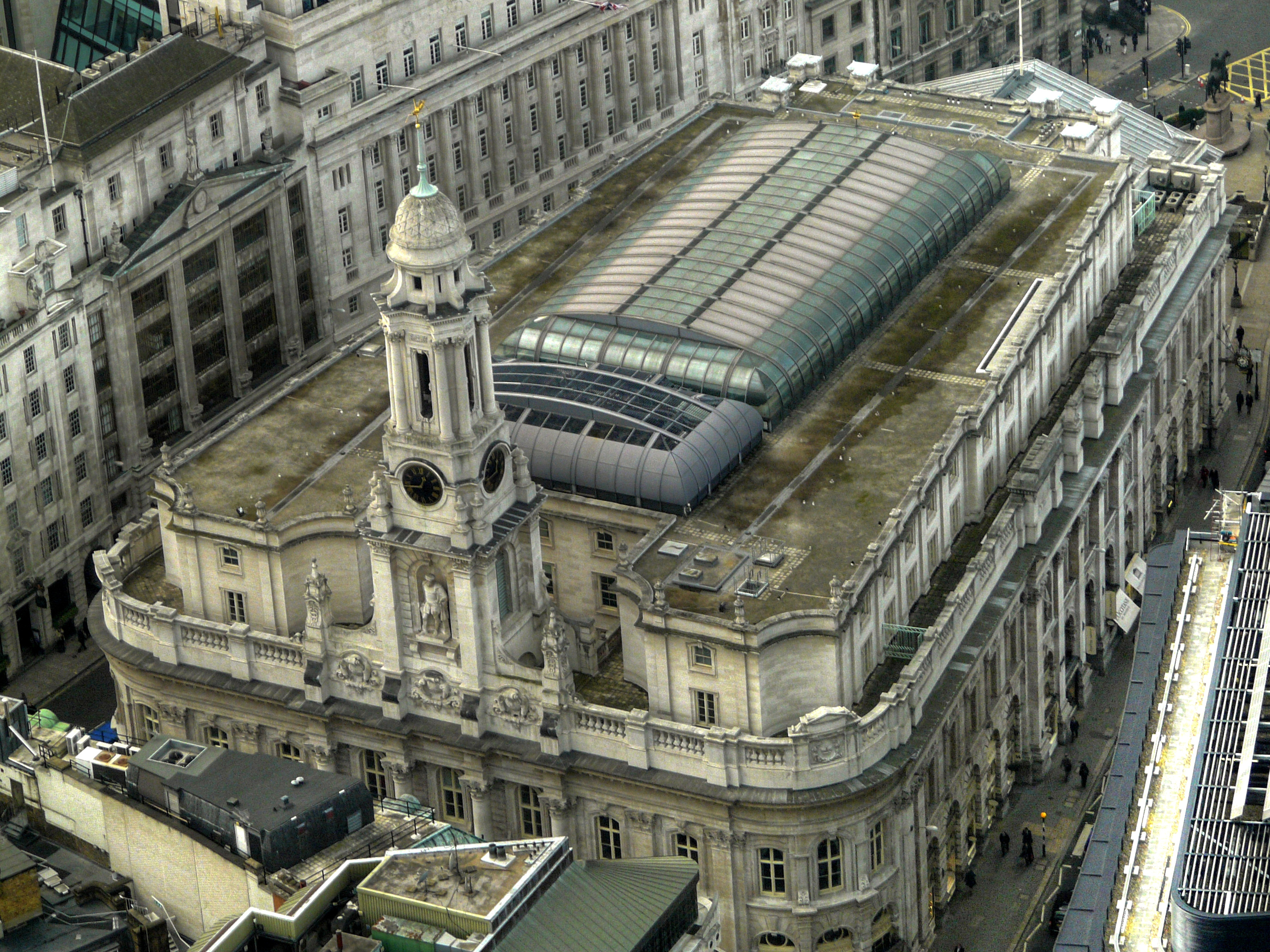
皇家交易所俯瞰